# Église Saint-Symphorien de Pfettisheim
L'église Saint-Symphorien est une église paroissiale située à Pfettisheim dans la circonscription administrative du Bas-Rhin, dans la Collectivité européenne d’Alsace.

## Historique
Construite dans le dernier quart du XIIe siècle au vu des ressemblances stylistiques de la tour avec l’abbatiale de Marmoutier, l’église fait partie en 1277 de la prébende des chanoines du Grand chapitre de Strasbourg. Ses petites dimensions posant des problèmes pour accueillir l’ensemble des fidèles, elle fait l’objet au XVIIIe siècle puis au XIXe siècle d’importants travaux d’agrandissement. La nef médiévale est ainsi détruite en 1730 et remplacée par une nef plus grande, puis celle-ci est raccourcie et transformée en chœur en 1818 ; une grande nef est alors ajoutée en avant du chœur, les travaux ne s’achevant qu’en 1825.
Au début du XXe siècle, la sacristie se trouve au rez-de-chaussée de la tour, mais est jugée trop petite. Une nouvelle sacristie est alors accolée au sud de celui-ci. En parallèle, la façade occidentale de la nef est également refaite.

## Architecture

### Disposition générale
L’église ouvre directement sur l’extérieur par la façade occidentale de la nef à l’ouest, qui est suivi du chœur à l’est, lui-même prolongé dans son axe par le clocher. Cette disposition inhabituelle vient du fait que dans l’édifice d’origine, le rez-de-chaussée de la tour était occupé par le chœur, celui-ci ayant été transféré dans l’ancienne nef lorsque la nouvelle nef a été construite à l’ouest en 1825. Après cette date le rez-de-chaussée de la tour est devenu une sacristie, qui a été agrandie ultérieurement par l’adjonction d’un bâtiment quadrangulaire sur son côté sud.

### Tour
L’ancienne tour de chœur présente un plan quadrangulaire se rapprochant du carré, les faces est et ouest mesurant 6,13 m tandis que les côtés nord et sud font 5,42 m. Elle présente quatre niveaux en élévation séparés par des bandeaux chanfreinés en grès rose et décomposés en un rez-de-chaussée et quatre étages. L’ensemble des façades extérieures sont crépies, ne laissant apparents que les chaînages d’angle et les quelques éléments décoratifs en grès. L’ensemble paraît homogène et ne semble pas avoir fait d’altérations majeures depuis sa construction au XIIe siècle. En dehors des quelques éléments ornementaux, la tour semble principalement construite en maçonnerie de brique au vu du parement intérieur des étages. D’après Czarnowski le rez-de-chaussée serait construit en moellons enduits, mais Meyer met en doute cette affirmation,.
Le premier niveau, formant rez-de-chaussée, repose sur une base moulurée de faible hauteur. Il est orné aux angles de lésènes reliées par une frise d’arcatures dont la retombée est soulignée par un tore, trait distinctif qui se retrouve à l’abbatiale de Marmoutier. D’après Czarnowski, une sculpture de masque se trouvait autrefois à hauteur de l’arcature dans l’angle sud-est, mais d’après Meyer celle-ci n’est pas, ou plus, visible. Une frise de triangles à fond piqué se trouve immédiatement au-dessus des arcatures, dispositif qui se retrouve là aussi à Marmoutier,. L’arc triomphal, qui donnait sur la nef avant les travaux du XIXe siècle, est muré de sorte à ne laisser qu’une simple porte rectangulaire.
L’accès aux étages se fait par une porte, probablement récente, percée dans le mur ouest du deuxième étage et donnant sur les combles du chœur ; le premier étage n’est ainsi accessible que par une trappe ouverte dans le plancher de l’étage supérieur. Les étages des deuxième et troisième niveaux sont éclairés par des jours percés dans les murs, dont l’embrasure est couverte soit d’une dalle de grès horizontale, soit de deux groupes de deux briques disposées en bâtière. La chambre des cloches se trouve au quatrième niveau et chacun de ses côtés est percé d’une baie géminée. Ces baies sont probablement romanes, du type courant à colonnette centrale, mais ont été fortement modifiées : la colonnette est remplacée ou noyée dans une pilier carré considérablement plus large, qui réduit par conséquent l’ouverture. Les pignons sont plus larges que le dernier étage et soutenus par des consoles concaves terminées par un tore horizontal typique de l’architecture romane alsacienne.

## Mobilier
Dans la nef se trouvent les fonts baptismaux de 1618, qui sont ornés de motifs gothiques plutôt archaïques pour l’époque. Dans le chœur, le maître autel date du XVIIIe siècle. Derrière lui se trouve un grand tableau représentant une scène de la vie de saint Symphorien. Les peintures représentant les apôtres signalés par Czarnowski en 1997 ne semblent en revanche plus exister, de même que la chaire en bois du XIXe siècle ornée des quatre évangélistes.
Plusieurs dalles funéraires sont encastrées dans les murs de l’église : dans la nef se trouve dans le mur nord celle du curé Joseph Huffner, mort en 1814, et dans le mur sud celle du curé Jean Wiser, mort en 1791 ; de part-et-d’autre de la porte donnant sur la tour se trouvent celles du curé Balthasar Haeckler, mort en 1735, et celle du curé Pierre François Cucuat, mort en 1769. De nombreuses pierres tombales du XVIIIe siècle se trouvent également à l’extérieur autour de l’église.